# Heim (Film)
Heim ist ein Dokumentarfilm des DEFA-Studios für Dokumentarfilme von Angelika Andrees aus dem Jahr 1978, der erst im Jahr 1990 freigegeben wurde.

## Handlung
In der Gemeinde Suckow befindet sich im ehemaligen Gutshof Mentin ein Heim, in welchem Kinder im schulfähigen Alter aus verschiedenen Gründen untergebracht sind. Die jüngeren Insassen werden nur gezeigt, während die älteren sich zu ihrer Herkunft äußern können. So erzählt ein älterer Junge, dass sein Vater 1964 tödlich verunglückt, die Mutter sich nicht mehr um ihn kümmert, weshalb er zu seinen Großeltern zieht und nach deren Tod 1976 in das Heim kommt. Ein weiterer Jugendlicher berichtet, dass seine Eltern stark alkoholabhängig waren und er deshalb ein Heimkind wurde. Inzwischen fährt er aber wieder gelegentlich zu seinem Vater, da der sich das Saufen einigermaßen abgewöhnt hat. Ein Dritter ist bereits 1972 ins Heim gekommen, weil seine Eltern auch sehr viel getrunken haben, er mit seinem Bruder sehr viel Mist gebaut hat und auch in der Schule nicht mehr zu bändigen war. Ein Mädchen mit einem traurigen Gesicht, mittleren Jahrgangs, zeigt Fotografien ihrer Eltern und verliert kein böses Wort über sie.
Anschließend werden verschiedene Möglichkeiten gezeigt, wie die Kinder ihre Freizeit verbringen können. Ein großer Teil hält sich um die Tischtennisplatte auf, die in der Eingangshalle steht. Weitere Kinder beobachten wir beim Bauen von Buden und Höhlen im weitläufigen Park sowie auch beim Spielen in den versteckten Winkeln des Hauses. Ebenso sind die Spielgeräte auf der Wiese ein beliebter Treffpunkt für die Jüngeren während ihrer Freizeit. Die Älteren treffen sich lieber auf dem Wirtschaftshof, um über Mülltonnen zu balancieren, zu rauchen und rumzualbern. Während die Tische für das gemeinsame Mittagessen gedeckt werden, antwortet ein Jugendlicher auf die Frage, warum er andere Heimkinder verprügelt, aus dem Off: „…hat sich so eingebürgert. Wenn man frech war, bekam man was auf's Maul, das war bei mir schon so, das war bei meinen Vorgängern so, das wird auch bei die sein, die jetzt hier Schläge kriegen, das die später weiter schlagen“.
Noch einmal kommen die drei Jugendlichen zu Wort, die sich bereits am Anfang des Films äußerten, doch diesmal erzählten sie über sich selbst. Der Erste bezeichnet sich als kleinen Rowdy, der öfter Mist baut und wenn er trinkt, dann immer bis zum Filmriss. Er arbeitet gern, nur nicht, wenn man ihn dazu antreiben will. Er bezeichnet sich selbst als aggressiven Menschen, der auch hin und wieder mal zuhaut. Der Zweite erklärt, dass er ab und zu mal gerne trinkt, aber auch gerne arbeitet, jedoch auch immer seinen Willen durchsetzen will. Der Dritte behauptet von sich, kein Ja-Sager zu sein, jedoch einer der immer Recht haben will und nur zu denen kameradschaftlich ist, die es auch zu ihm sind. Auch sprechen die drei über ihr Verhältnis untereinander.
Vor den großen Ferien findet im Heim ein letzter Appell statt, bei dem die festlich angezogenen und angetretenen Kinder und Jugendlichen im Saal des Kinderheimes in den Sommer verabschiedet werden. Ein Teil der Kinder wird zu den Eltern fahren, ein anderer Teil fährt ins Ferienlager. Für mehrere Jugendliche endet die Zeit im Heim aber für immer, denn sie haben ihre Schulzeit beendet, was sie sich mit dem Zerreißen der Schulhefte bestätigen wollen. Da es der letzte Abend vor der Abreise ist, versuchen sich die Jungen und Mädchen beim Tanz noch einmal näher zu kommen. Nach dem Ende der Veranstaltung und dem Abbau der Musikanlage gehen die Unterhaltungen im Park weiter, in denen noch einmal über die vergangenen Jahre geredet wird. Am nächsten Morgen werden die Abreisenden von den Dableibenden und dem Heimpersonal am Bus verabschiedet. Es sind fröhliche, nachdenkliche, aber auch weinende Gesichter auf beiden Seiten zu beobachten.

## Produktion und Veröffentlichung
Heim wurde unter dem Arbeitstitel Heimkinder als Schwarzweißfilm gedreht und hatte am 30. Januar 1990 Premiere. Im Vorspann erscheint folgende Erklärung: „Der Film Heim wurde 1978 als Vorfilm zu Roland Gräfs Spielfilm P.S. produziert. Der damalige Generaldirektor des Spielfilmstudios verbot die Fertigstellung und Aufführung dieses Dokumentarfilms“.
Der Film wurde in der Retrospektive der Internationalen Filmfestspiele Berlin 2019 wiederaufgeführt. Im Anschluss erschien der Film auf der DVD-Edition „selbstbestimmt. Perspektiven von Filmemacherinnen“.